# Dominik Nagy
Dominik Adrián Nagy (ur. 8 maja 1995 w Bóly) – węgierski piłkarz, występujący na pozycji pomocnika w reprezentacji Węgier. Uczestnik Mistrzostw Świata U-20 2015 i Mistrzostw Europy U-19 2014.

## Kariera klubowa
22 kwietnia 2017 zdobył swoją pierwszą bramkę dla Legii Warszawa w wygranym meczu 30. kolejki Ekstraklasy z Cracovią (2:1). 25 listopada 2018 w meczu z Zagłębiem Lubin rozegrał 50. oficjalny mecz w barwach warszawskiej drużyny.
W styczniu 2020 został wypożyczony na pół roku do Panathinaikosu. 19 stycznia 2021 r. zasilił szeregi węgierskiego klubu Budapest Honvéd, a 17 stycznia 2023 r. przeszedł do Mezőkövesdi SE.

## Statystyki

### Klubowe
(aktualne na dzień 16 marca 2019)
| Klub                   | Sezon              | Liga                 | Liga  | Liga   | Puchar kraju | Puchar kraju | Puchar ligi | Puchar ligi | Europa | Europa | Inne  | Inne   | Suma  | Suma   |
| Klub                   | Sezon              | Liga                 | Mecze | Bramki | Mecze        | Bramki       | Mecze       | Bramki      | Mecze  | Bramki | Mecze | Bramki | Mecze | Bramki |
| ---------------------- | ------------------ | -------------------- | ----- | ------ | ------------ | ------------ | ----------- | ----------- | ------ | ------ | ----- | ------ | ----- | ------ |
| Pécsi Mecsek           | 2011/12            | Nemzeti Bajnokság I  | 2     | 0      | –            | –            | –           | –           | –      | –      | –     | –      | 2     | 0      |
| Pécsi Mecsek           | 2012/13            | Nemzeti Bajnokság I  | 1     | 0      | –            | –            | 5           | 0           | –      | –      | –     | –      | 6     | 0      |
| Pécsi Mecsek           | Ogólnie            | Ogólnie              | 3     | 0      | 0            | 0            | 5           | 0           | 0      | 0      | 0     | 0      | 8     | 0      |
| Kozármisleny (wyp.)    | 2012/13            | Nemzeti Bajnokság II | 13    | 1      | –            | –            | –           | –           | –      | –      | –     | –      | 13    | 1      |
| Ferencvárosi TC        | 2013/14            | Nemzeti Bajnokság I  | –     | –      | –            | –            | 1           | 0           | –      | –      | –     | –      | 1     | 0      |
| Ferencvárosi TC        | 2014/15            | Nemzeti Bajnokság I  | 10    | 1      | 3            | 2            | 8           | 3           | –      | –      | –     | –      | 21    | 6      |
| Ferencvárosi TC        | 2015/16            | Nemzeti Bajnokság I  | 15    | 0      | 5            | 2            | –           | –           | 1      | 0      | 1     | 0      | 22    | 2      |
| Ferencvárosi TC        | 2016/17            | Nemzeti Bajnokság I  | 18    | 1      | 1            | 0            | –           | –           | 2      | 0      | –     | –      | 21    | 1      |
| Ferencvárosi TC        | Ogólnie            | Ogólnie              | 43    | 2      | 9            | 4            | 9           | 3           | 3      | 0      | 1     | 0      | 65    | 9      |
| Legia Warszawa         | 2016/17            | Ekstraklasa          | 12    | 4      | –            | –            | –           | –           | –      | –      | –     | –      | 12    | 4      |
| Legia Warszawa         | 2017/18            | Ekstraklasa          | 9     | 1      | 2            | 1            | –           | –           | 5      | 1      | 1     | 0      | 17    | 3      |
| Legia Warszawa         | Ogólnie            | Ogólnie              | 21    | 5      | 2            | 1            | 0           | 0           | 5      | 1      | 1     | 0      | 29    | 7      |
| Ferencvárosi TC (wyp.) | 2017/18            | Nemzeti Bajnokság I  | 13    | 0      | –            | –            | –           | –           | –      | –      | –     | –      | 13    | 0      |
| Legia Warszawa         | 2018/19            | Ekstraklasa          | 24    | 4      | 3            | 0            | –           | –           | 4      | 0      | 1     | 0      | 32    | 4      |
| Ogólnie w karierze     | Ogólnie w karierze | Ogólnie w karierze   | 117   | 12     | 14           | 5            | 14          | 3           | 12     | 1      | 3     | 0      | 158   | 21     |

### Reprezentacyjne
(aktualne na dzień 24 marca 2019)
| Reprezentacja | Rok     | Mecze | Bramki |
| ------------- | ------- | ----- | ------ |
| Węgry         |         |       |        |
| 2016          | 1       | 0     |        |
| 2017          | 1       | 0     |        |
| 2018          | 3       | 1     |        |
| 2019          | 1       | 0     |        |
| Ogólnie       | Ogólnie | 6     | 1      |

## Sukcesy

### Ferencvárosi TC
- Mistrzostwo Węgier: 2015/2016
- Puchar Węgier: 2014/2015, 2015/2016
- Puchar Ligi Węgierskiej: 2014/2015
- Superpuchar Węgier: 2015

### Legia Warszawa
- Mistrzostwo Polski: 2016/2017, 2017/2018
- Puchar Polski: 2017/2018